# Franciszek Ksawery Grocholski
Franciszek Ksawery Grocholski herbu Syrokomla (ur. 2 września 1730 w Woronowicy, zm. 11 września 1792 w Tereszkach) – podkomorzy królewski, poseł na Sejm Czteroletni, targowiczanin.
Syn Michała Grocholskiego, sędziego i cześnika bracławskiego, regimentarza partii ukraińskiej, a następnie wołyńskiej, i Anny Radzimińskiej. Był bratem Marcina Grocholskiego, kasztelana i ostatniego wojewody bracławskiego.

## Życiorys
Kształcił się w kolegium warszawskim oo. Jezuitów, a zdobytą wiedzę pogłębił przez podróże zagraniczne. Wielki miłośnik sztuki, gromadził cenne działa i bogate zbiory biblioteczne. W życiu publicznym brał czynny udział. Jako podstoli bracławski (1761) i pisarz grodzki krzemieniecki (1764) był zwolennikiem partii Potockich, tzw. "patriotów". Jako poseł województwa bracławskiego na sejm konowkacyjny 7 maja 1764 roku podpisał manifest, uznający odbywający się w obecności wojsk rosyjskich sejm za nielegalny. Wkrótce stał się gorącym stronnikiem Stanisława Augusta.
W załączniku do depeszy z 2 października 1767 roku do prezydenta Kolegium Spraw Zagranicznych Imperium Rosyjskiego Nikity Panina, poseł rosyjski Nikołaj Repnin określił go jako posła właściwego dla realizacji rosyjskich planów na sejmie 1767 roku za którego odpowiada król, poseł województwa bracławskiego na sejm 1767 roku.
Król darzył go specjalnymi względami, o czym świadczą nominacje na liczne urzędy: podstarosty grodzkiego winnickiego (1766), szambelana królewskiego (1767), podczaszego bracławskiego (1771), chorążego winnickiego (1772) i bracławskiego (1774), miecznika koronnego (1775), konsyliarza Rady Nieustającej (1776 – 8), starosty przyłuskiego, podkomorzego JKM-ci oraz rotmistrza kawalerii narodowej. Członek Departamentu Policji Rady Nieustającej w 1777 roku.
Odznaczony orderami św. Stanisława (1776) i Orła Białego (1778), gościł w swojej rezydencji w Tereszkach powracającego z Kaniowa w roku 1787 króla Stanisława Augusta. Poseł bracławski na sejm 1776 roku, poseł województwa bracławskiego na Sejm Czteroletni w 1788 roku. Sędzia sejmowy ze stanu rycerskiego z Prowincji Małopolskiej w 1791 roku. Był komisarzem sejmowym i brał żywy udział w dyskusjach nad projektem ustawy konstytucyjnej jako zdecydowany przeciwnik reform. Konsyliarz konfederacji generalnej koronnej w konfederacji targowickiej. Z nominacji papieża Piusa VI sprawował urząd syndyka apostolskiego oo. Kapucynów prowincji polskiej (1788). Właściciel znacznego majątku, posiadał główne dobra w pow. krzemienieckim (Tereszki, Malinki), w pow. winnickim (miasteczko Woronowicę i kilka wsi), części znaczne w dobrach trościaneckich i dwór w mieście Dubinie.
Ożenił się 1 X 1766 z Heleną Justyną z Bożeniec Lesznickich, pochodzącą z kniaziów ruskich, która wniosła mu w posagu znaczne majętności w pow. żytomierskim, owruckim, włodzimierskim i łuckim. Grocholski zmarł 11 IX 1792 r. w Tereszkach, pochowany w grobach rodzinnych w kościele dominikanów w Winnicy. Z czworga jego dzieci starszy syn Antoni był marszałkiem guberni bracławskiej, córka Tekla, poślubiona Franciszkowi Sariusz Łaźnińskiemu, stała się bohaterką opowieści Józefa Rolle pt. „Złota Teklunia”.